# Dunalistair Cars
Dunalistair Cars Ltd. war ein britischer Hersteller von Automobilen.

## Unternehmensgeschichte
Das Unternehmen aus Nottingham begann 1925 mit der Produktion von Automobilen. Der Markenname lautete Dunalistair. 1926 endete die Produktion. Insgesamt entstanden drei oder vier Fahrzeuge.

## Fahrzeuge
Die Basis der Fahrzeuge bildete ein Fahrgestell von Mechins aus Glasgow. Der Vierzylindermotor sowie das Vierganggetriebe kamen von Henry Meadows. Der Motor mit OHV-Ventilsteuerung war als 13,9 HP (Steuer-PS) eingestuft. Er leistete aus 2120 cm³ Hubraum 30 PS. Ungewöhnlich war das Fehlen von Vorderradbremsen.